# Josef Kumlik

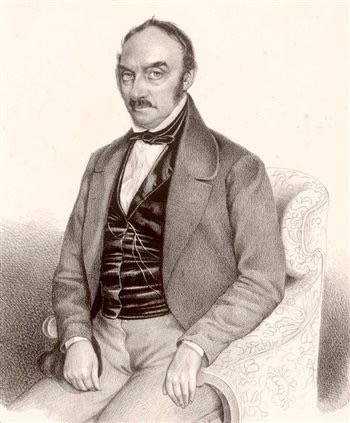
Josef Kumlik

Josef Kumlik (* 10. August 1801 in Wien, Kaisertum Österreich; † 25. Mai 1869 in Preßburg, Österreich-Ungarn) war ein Musiker, Komponist und Regens Chori des Preßburger Kirchenmusikvereins bei St. Martin.

## Leben
Josef Kumlik wurde am 10. August 1801 in Wien geboren. Seinen ersten Musikunterricht erhielt er von seinem Vater Franz Kumlik, der als Musiklehrer in Wien wirkte. In den Jahren 1813 und 1814 wirkte er – wegen seiner schönen Sopranstimme – als Sängerknabe am damaligen Preßburger Stadttheater. Nach dem Besuch der Musikschule in Preßburg erhielt er Unterricht von Komponisten Heinrich Klein (* 1756 in Rudelsdorf bei Schönberg, Mähren; † 1832 in Preßburg), der als Musiklehrer in Preßburg wirkte. Ab 1832 studierte er bei Simon Sechter in Wien Gesang und Kontrapunkt.
Nach seiner Rückkehr nach Preßburg wurde er nach dem Tode von Heinrich Klein zum Professor der Tonkunst ernannt. 1833 wurde er zum Regens Chori des Preßburger Kirchenmusikvereins berufen. In seiner über 35-jährigen Tätigkeit wurden zahlreiche bedeutende Musikwerke aufgeführt. In seiner liturgischen Tätigkeit wurde eine imposante Tradition der Cäcilienfeste entwickelt, in deren Rahmen die Aufführung der Missa Solemnis (op. 123) von Ludwig van Beethoven eine herausragende Rolle einnahm. Bei der Preßburger Erstaufführung dieses Werkes im Jahre 1835 erwarb sich Kumlik große Verdienste. Es war die zweite liturgische Kirchenaufführung dieser Messe in Europa in welcher das gesamte Werk im sakralen Rahmen einer Heiligen Messe aufgeführt wurde. Als Erinnerung an dieses Ereignis wurde in Preßburger St. Martinsdom eine Gedenktafel angebracht.
Josef Kumlik starb am 25. Mai 1869 in seiner Wohnung am Franziskaner Platz in Preßburg. Er wurde am 27. Mai 1869 am Preßburger Andreas-Friedhof bestattet.
Für seine Verdienste wurde Kumlik von Kaiser Franz Joseph mit der 'Goldenen Medaille für Kunst und Wissenschaft' ausgezeichnet. 

### Der Komponist
Josef Kumlik war auch als Komponist tätig und als solcher hat er sich der Kirchenmusik zugewandt. Er schrieb eine "Messe in D", mehrere Choräle, ein "Veni Sancte Spiritus", Litaneien, "Salve Regina", "Te Deum", "Tantum ergo" etc. Kumliks musikalische Schöpfungen werden heute nur selten zur Aufführung gebracht.

## Familie
Seit 1833 war Josef Kumlik mit der Bürgertochter Marie, geb. Klöckner verheiratet. Aus der Ehe gingen insgesamt 7 Kinder, fünf Söhne: Josef, Georg, Carl und Theodor, sowie die Töchter Marie und Pauline hervor. Im Jahre 1859 starb einer seiner Söhne im Alter von nur 20. Jahren, diesen Tod des Sohnes hatte Josef Kumlik bis an sein Lebensende nicht überwunden.
Der bekannte Preßburger Journalist und Begründer des Preßburger Journalistenvereins Emil Kumlik (* 5. Juni 1868 in Preßburg) war Josef Kumliks Enkel.